# Antonín Pelc
Antonín Pelc, během druhé světové války ve Spojených státech užívající též pseudonym Antonín Peel, (16. ledna 1895 Lišany u Rakovníka – 24. března 1967 Praha) byl český karikaturista, malíř a ilustrátor.

## Život
V letech 1913–1918 vystudoval malbu na pražské akademii v ateliéru Vlaho Bukovace a Maxe Pirnera. V letech 1923–1924 byl na studijní cestě v Berlíně. Od roku 1934 (do 1949) byl členem SVU Mánes. Aby unikl zatčení, uprchnul po zahájení německé okupace v roce 1939 spolu s Adolfem Hoffmeisterem do Francie, tam se ale internaci ve sběrném táboře nevyhnul. Nakonec se přes Maroko a Martinik dostal do USA, kde pokračoval v ilustracích a karikaturách, například pro The New York Times. Cestoval po světě.
Po skončení druhé světové války se vrátil do Prahy, vstoupil do KSČ a v roce 1946 byl jmenován profesorem ilustrace na Uměleckoprůmyslové školy v Praze (tam působil do roku 1954). V roce 1948 podepsal  prokomunistickou výzvu Kupředu, zpátky ni krok!, jež byla vydána dne 25. února 1948 pro podporu komunistického převratu. V březnu 1950  byl na I. celostátní konferenci Svazu českoslovenckých výtvarných umělců (SČSVU) zvolen do ústředního výboru tohoto svazu a na II. celostátní konferenci (červenec 1952) byl zvolen podruhé. Současně předsedal Výboru Svazu malířů, sochařů a grafiků při Ústředním svazu SČSVU.
V roce 1955 profesorem Akademie výtvarných umění v Praze. Jeho dílo stalo nositelem komunistické ideologie; komunistickým režimem byl oceňován.
Od roku 1951 byl laureátem státní ceny, v roce 1963 obdržel titul národní umělec, rovněž byl nositelem Řádu práce.  

## Dílo
Věnoval se volné malířské tvorbě a spontánní politické karikatuře, ve 20. letech se prosadil jako politický karikaturista, publikoval v časopisech Šibeničky, Právo lidu, Tvorba, Rudé právo, Lidové noviny, Kulturní tvorba, Literární noviny atp. Ve volné malířské tvorbě vyšel z lyrického kubismu, a byl ovlivněn novou věcností. Jeho raná díla patří k nejvýše ceněným. V 50. letech ztratilo jeho dílo spontaneitu a stalo se nositelem komunistické ideologie. Ilustroval mnoho knih, především beletrie. V pozdních letech se začal věnoval olejomalbě, která byla ovlivněna pozdním kubismem. 

### Obrazy (výběr)
- Duo
- Atelier II (1936)
- Cyklista (1937)
- Venkovské zátiší
- Zátiší u okna

### Publikace
PELC, Antonín. V boji za mír. 1. vyd. Praha: Státní nakladatelství krásné literatury, hudby a umění, 1954. 117 s.